# Tenerife Norte repülőtér
Tenerife Norte repülőtér (IATA: TFN, ICAO: GCXO), korábbi nevén Los Rodeos repülőtér egy nemzetközi repülőtér San Cristóbal de La Laguna közelében. A légikikötő 1946-ban nyílt meg. Éves utasforgalma 5 566 243 fő (2022). Üzemeltetője az AENA.

## Forgalom
Az utasforgalom az elmúlt években az alábbi módon változott:
| Utasok száma | 2 919 087 | 3 754 513 | 4 125 131 | 4 054 147 | 4 095 103 | 3 633 030 | 4 219 633 | 5 493 994 | 2 795 952 | 5 566 243 |
|              | 2003      | 2005      | 2007      | 2009      | 2011      | 2014      | 2016      | 2018      | 2020      | 2022      |

## Kifutópályák
A repülőtér futópályái:
- 12/30 (3171 m, 45 m, aszfalt)

## Légitársaságok és úticélok
2025-ben a Tenerife Norte repülőtérről az alábbi járatok indulnak (Utoljára frissítve: 2025-08-16):
A következő légitársaságok üzemeltetnek rendszeres menetrend szerinti és charterjáratokat:
| Légitársaság             | Célállomások |
| ------------------------ | --- |
| Air Europa               | Bilbao, Madrid, Seville |
| Binter Canarias          | A Coruña, Asturias, El Hierro, Fuerteventura, Funchal, Granada, Gran Canaria, Jerez de la Frontera, La Gomera, Lanzarote, La Palma, Madrid, Murcia, Palma de Mallorca, Pamplona, Ponta Delgada, San Sebastián, Santander, Valencia, Valladolid, Vigo, Zaragoza Szezonális: Marrakech |
| CanaryFly                | El Hierro, Fuerteventura, Gran Canaria, Lanzarote, La Palma |
| Iberia                   | Szezonális: Alicante, Asturias, Melilla, Santiago de Compostela, Valencia |
| Iberia Express           | Madrid |
| Plus Ultra Líneas Aéreas | Caracas |
| Ryanair                  | Barcelona, Madrid Szezonális: Alicante, Palma de Mallorca, Seville, Valencia |
| TUI fly Deutschland      | Düsseldorf, Frankfurt ( 2025 október 31-től) |
| Vueling                  | Alicante, Asturias, Barcelona, Bilbao, Granada, Málaga, Santiago de Compostela, Seville, Valencia |